# Théâtre Kolibri
Le théâtre Kolibri (Kolibri Színház) est une salle de Budapest qui propose du théâtre pour la jeunesse.

## Galerie

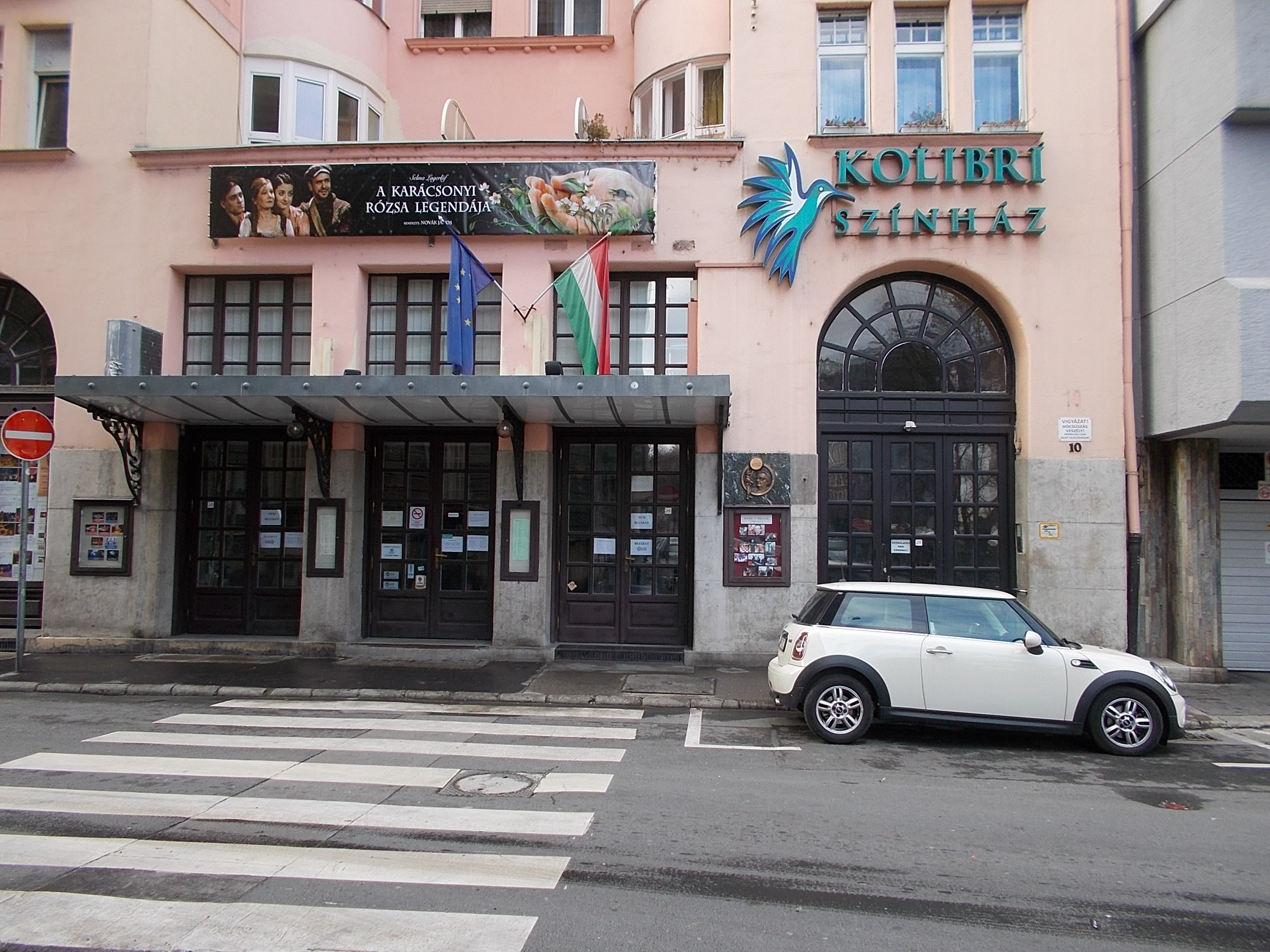
L'entrée du théâtre.
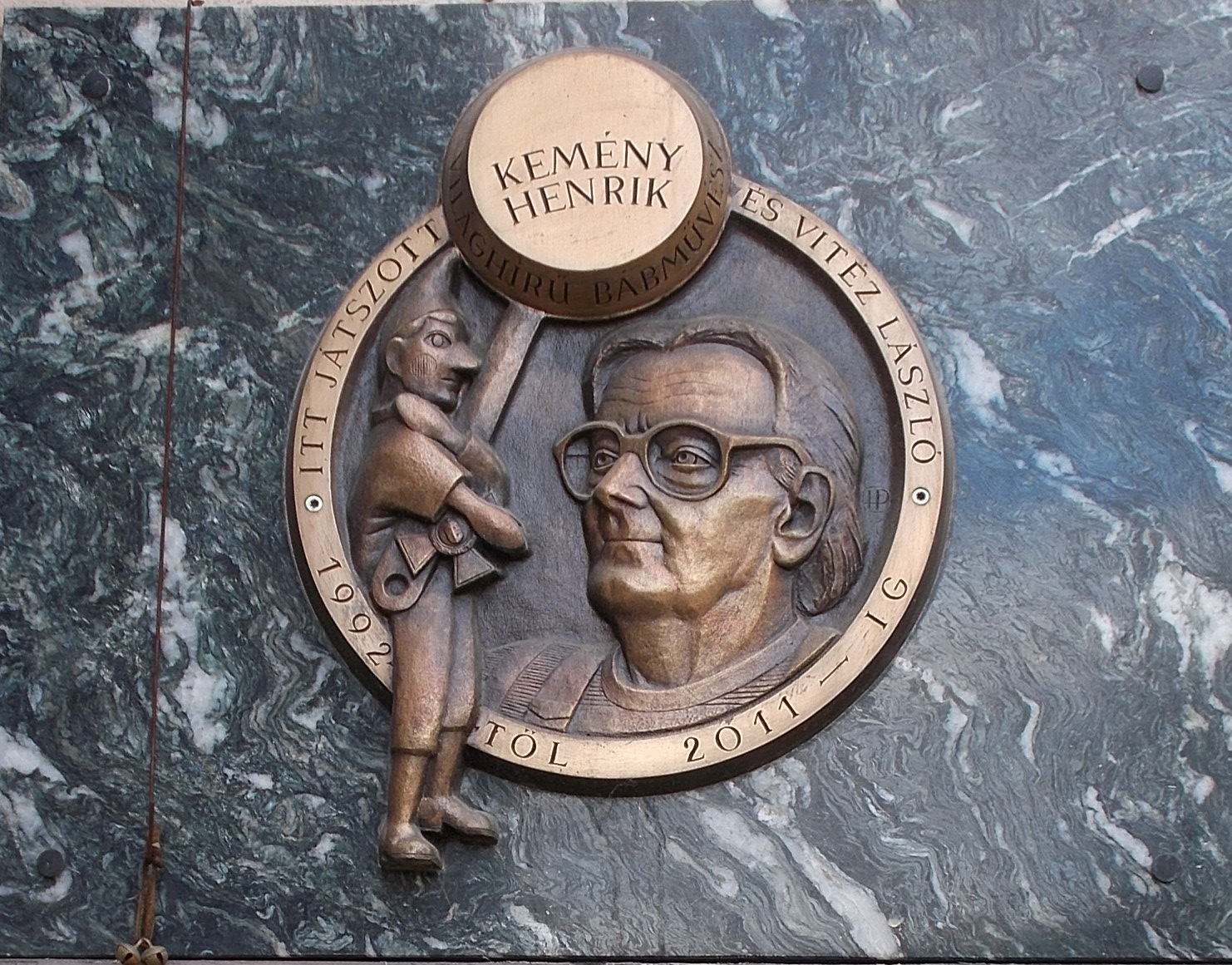
Relief de József Palkó en hommage à Henrik Kemény, manipulateur de László le Brave. Ce relief se trouve dans le théâtre.